# UltiMaker
UltiMaker (anciennement Ultimaker) est une entreprise de fabrication d'imprimantes 3D basée aux Pays-Bas et aux États-Unis, avec des bureaux et une chaîne de montage dans ces derniers. Elle fabrique des imprimantes 3D FDM, développe des logiciels d'impression 3D et vend des matériaux d'impression 3D. Leur gamme de produits comprend la série UltiMaker S (S3, S5, S7, S8 et S8 Pro), la série Ultimaker 3 (3 et 3 Extended), la série Ultimaker 2 (2, 2+, 2 Go, 2+ Connect et 2+ Extended) et Ultimaker Original (Original et Original+). Ces produits sont utilisés par des industries telles que l'automobile, l'architecture, la santé, l'éducation et la fabrication à petite échelle. En mai 2022, Ultimaker fusionne avec MakerBot sous le nom d'UltiMaker.

## Historique

### Création
Ultimaker BV est une société néerlandaise d'imprimantes 3D fondée en 2011 par Martijn Elserman, Erik de Bruijn et Siert Wijnia. Ultimaker a commencé à vendre ses produits en mai 2011. Les fondations de la société ont été posées au ProtoSpace Utrecht, où Wijnia a organisé deux ateliers pour construire l'imprimante 3D RepRap Darwin. Deux ateliers bêta ont été organisés au ProtoSpace Utrecht en septembre et décembre 2010, chacun consistant en 10 lundis soirs. Erik de Bruijn et Martijn Elserman ont assisté à ces ateliers. Frustrés par leur incapacité à faire fonctionner le modèle Darwin, ils ont eu l'idée de créer leur propre modèle. Au lieu de s'en tenir au principe RepRap selon lequel leur imprimante devait être capable d'imprimer ses propres pièces, ils ont conçu leur imprimante de manière qu'elle soit principalement constituée de pièces de contreplaqué découpées au laser, qui pouvaient être produites plus rapidement que les pièces imprimées à l'époque. Leurs premiers prototypes portaient le nom "Ultimaker Protobox". En mars 2011, Ultimaker B.V. a publié les plans de son premier produit complet, l'Ultimaker (renommé en 2013 "Ultimaker Original") sous une licence Creative Commons BY-NC. L'Ultimaker Original était distribuée sous la forme d'un kit Do It Yourself que les amateurs et les techniciens assemblaient eux-mêmes. Elle pouvait imprimer des objets jusqu'à 210 mm x 210 mm x 205 mm avec une résolution maximale de 20 microns.

### Développement
En 2013, Ultimaker B.V. commercialise l'Ultimaker 2. Le marché visé était celui des utilisateurs à domicile, des écoles et des bibliothèques, des petites entreprises et des concepteurs industriels qui utilisaient l'impression 3D pour le prototypage et la production rapide. En 2015, le chiffre d'affaires d'Ultimaker a doublé, et 35% des nouveaux clients provenaient du marché nord-américain. En 2017, la présence d'Ultimaker aux États-Unis s'est développée pour inclure un réseau de 37 revendeurs. En 2018, Ultimaker s'associe aux fabricants de matériaux DSM, BASF, DuPont, Owens Corning, Mitsubishi, Henkel, Kuraray, Solvay et Clariant pour créer des profils de matériaux permettant d'imprimer des plastiques techniques et des composites de haut niveau ; et ouvre une usine à Singapour pour desservir les marchés de l'Asie, du Pacifique et de la Chine et étendre la présence de la fabrication à trois continents,. En 2019, Arkema rejoint le programme d'alliance de matériaux et lance le filament FluorX. La société transfère son siège à Utrecht, aux Pays-Bas.

## Produits

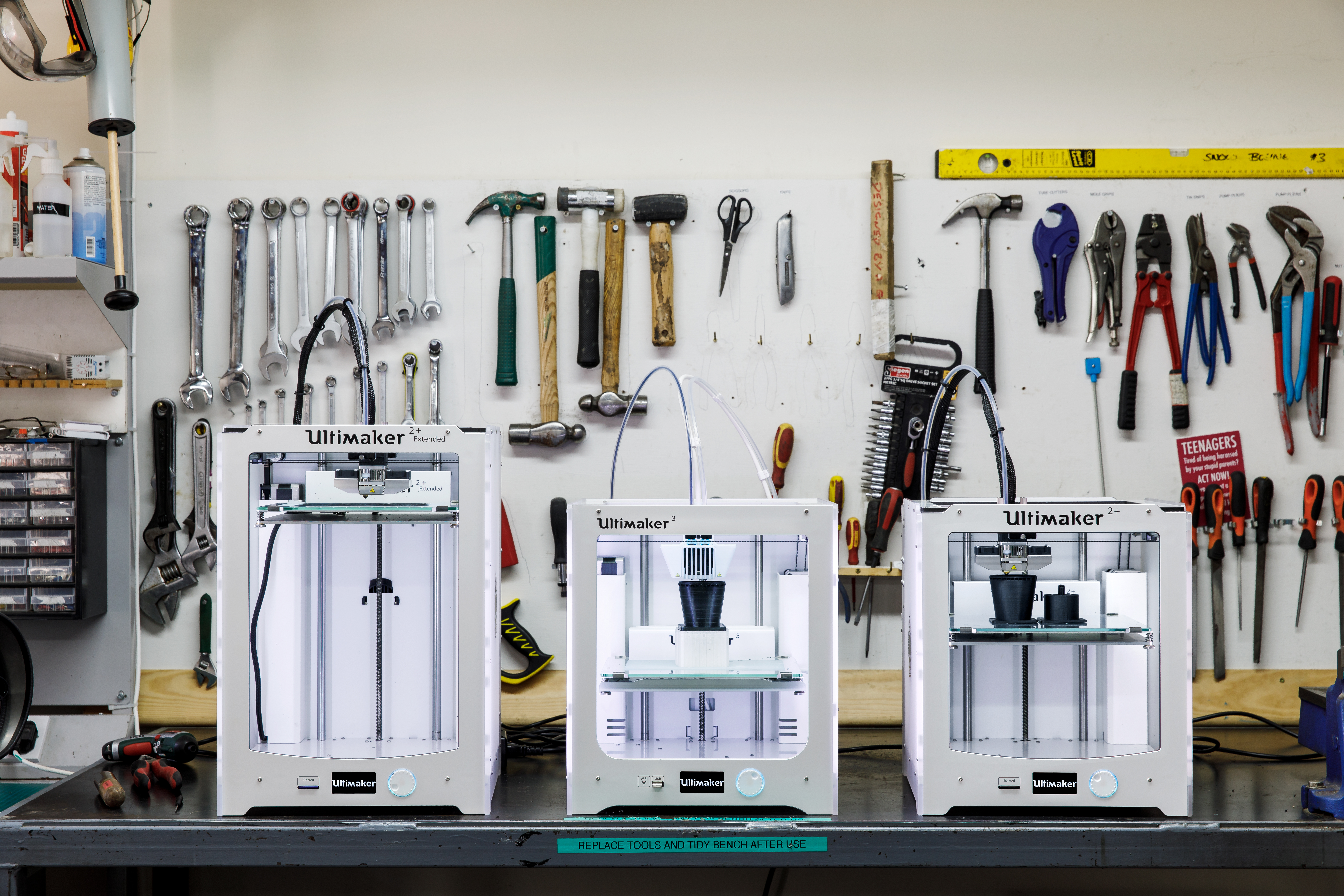
Imprimantes 3D (Ultimaker 2+ Extended, Ultimaker 3, Ultimaker 2+)

### Logiciels
Initialement, le premier logiciel fonctionnait sous une version modifiée de Replicator-G, qui a ensuite été remplacé par Cura, de plus en plus d'utilisateurs commençant à utiliser ce logiciel plutôt que Replicator-G, qui avait été produit à l'origine pour Makerbot. Lorsque le développeur principal de Cura a commencé à travailler pour Ultimaker, Ultimaker Cura est devenu le principal produit logiciel d'Ultimaker. Cura est rapidement devenu le favori des amateurs d'impression 3D. Une enquête de YouMagine a révélé que 58 % des utilisateurs interrogés utilisaient Cura, contre 23 % qui utilisaient Slic3r. Le 26 septembre 2017, à l'occasion du salon TCT, l'entreprise annonce que Cura a atteint un million d'utilisateurs. Avec la sortie de Cura 4.0, les utilisateurs d'Ultimaker peuvent sauvegarder leurs fichiers sur le cloud. En 2020, le logiciel traitait 1,4 million de requêtes par semaine.

### Imprimantes 3D
Contrairement au projet RepRap, Ultimaker ne se concentre pas sur l'objectif final d'auto-réplication. Les imprimantes Ultimaker sont conçues pour rendre les impressions de haute qualité faciles et sans problème. Ultimaker vend la famille Ultimaker Original sous forme de kit de bricolage et les familles Ultimaker 2 et 3 sous forme de machines pré-assemblées. L'une des propriétés distinctives des imprimantes Ultimaker est que le mouvement vertical est accompli en déplaçant la plateforme d'impression, et non la buse. Les produits sont fabriqués sur trois sites : Pays-Bas, États-Unis et Singapour.
Depuis 2011, l'entreprise Ultimaker a commercialisé les modèles d'imprimantes 3D suivants :
| Modèle                                | Ultimaker Original            | Ultimaker 2                   | Ultimaker 2 Go                | Ultimaker 2 Extended          | Ultimaker 3                                                                      | Ultimaker 3 Extended                                                             | Ultimaker S5                                                                                                | Ultimaker S3                                                                                                |
| ------------------------------------- | ----------------------------- | ----------------------------- | ----------------------------- | ----------------------------- | -------------------------------------------------------------------------------- | -------------------------------------------------------------------------------- | --- | --- |
| Date de sortie                        | Mars 2011                     | Septembre 2013                | Avril 2015                    | Avril 2015                    | Octobre 2016                                                                     | Octobre 2016                                                                     | Avril 2018                                                                                                  | Septembre 2019                                                                                              |
| Volume d'impression (mm)              | 210×210×205                   | 223×223×205                   | 120×120×115                   | 223×223×305                   | 215×215×200                                                                      | 215×215×300                                                                      | 330×240×300                                                                                                 | 230×190×200                                                                                                 |
| Volume disponible en double extrusion | Non supporté                  | Non supporté                  | Non supporté                  | Non supporté                  | 197×215×200                                                                      | 197×215×300                                                                      | 330×240×300                                                                                                 | 230×190×200                                                                                                 |
| Résolution de couche                  | 20 microns                    | 20 microns                    | 20 microns                    | 20 microns                    | 150 - 60 microns (0.25 mm) 200 - 20 microns (0.40 mm) 600 - 20 microns (0.80 mm) | 150 - 60 microns (0.25 mm) 200 - 20 microns (0.40 mm) 600 - 20 microns (0.80 mm) | 150 - 60 microns (0.25 mm) 200 - 20 microns (0.40 mm) 300 - 20 microns (0.60 mm) 600 - 20 microns (0.80 mm) | 150 - 60 microns (0.25 mm) 200 - 20 microns (0.40 mm) 300 - 20 microns (0.60 mm) 600 - 20 microns (0.80 mm) |
| Vitesse d'impression                  | 30 mm - 300 mm/s              | 30 mm - 300 mm/s              | 30 mm - 300 mm/s              | 30 mm - 300 mm/s              | 30 mm - 300 mm/s                                                                 | 30 mm - 300 mm/s                                                                 | < 24 mm³/s                                                                                                  | < 24 mm³/s                                                                                                  |
| Vitesse de déplacement                | 30 mm - 350 mm/s              | 30 mm - 350 mm/s              | 30 mm - 350 mm/s              | 30 mm - 350 mm/s              | 30 mm - 350 mm/s                                                                 | 30 mm - 350 mm/s                                                                 | < 24 mm³/s                                                                                                  | < 24 mm³/s                                                                                                  |
| Diamètre de filament                  | 2.85 mm recommandé            | 2.85 mm recommandé            | 2.85 mm recommandé            | 2.85 mm recommandé            | 2.85 mm                                                                          | 2.85 mm                                                                          | 2.85 mm | 2.85 mm |
| Diamètre de buse                      | 0.40 mm                       | 0.40 mm                       | 0.40 mm                       | 0.40 mm                       | 0.25 mm, 0.40 mm, 0.80 mm                                                        | 0.25 mm, 0.40 mm, 0.80 mm                                                        | 0.25 mm, 0.40 mm, 0.60 mm, 0.80 mm                                                                          | 0.25 mm, 0.40 mm, 0.60 mm, 0.80 mm                                                                          |
| Température de buse                   | 180°C - 260°C                 | 180°C - 260°C                 | 180°C - 260°C                 | 180°C - 260°C                 | 180°C - 280°C                                                                    | 180°C - 280°C                                                                    | 180°C - 280°C                                                                                               | 180°C - 280°C                                                                                               |
| Température de plateau chauffant      | -                             | 50°C – 100°C                  | -                             | 50°C - 100°C                  | 20°C - 100°C                                                                     | 20°C - 100°C                                                                     | 20°C - 140°C                                                                                                | 20°C - 140°C                                                                                                |
| Dimensions extérieures (mm)           | 357×342×388                   | 357×342×388                   | 258×250×287.5                 | 493×342×688                   | 342×380×389                                                                      | 342×380×489                                                                      | 495×457×520                                                                                                 | 394×489×637                                                                                                 |
| Technologie d'impression              | Dépôt de filament fondu (FDM) | Dépôt de filament fondu (FDM) | Dépôt de filament fondu (FDM) | Dépôt de filament fondu (FDM) | Dépôt de filament fondu (FDM)                                                    | Dépôt de filament fondu (FDM)                                                    | Dépôt de filament fondu (FDM)                                                                               | Dépôt de filament fondu (FDM)                                                                               |
| Logiciel                              | Cura                          | Cura                          | Cura                          | Cura                          | Cura                                                                             | Cura                                                                             | Cura | Cura |

### Matériaux
Les imprimantes 3D Ultimaker impriment actuellement en utilisant soit des filaments de l'entreprise fabriqués à partir de polypropylène (PP), d'acétate de polyvinyle (PVA), d'acrylonitrile butadiène styrène (ABS), d'acide polylactique (PLA), de Tough PLA, de copolyester (CPE), de nylon, de polycarbonate, de polyuréthane thermoplastique (TPU 95A) ou de PVA hydrosoluble, soit des matériaux fabriqués par des tiers, dont certains matériaux composites.